# Premio Naismith al Mejor Jugador Defensivo del Año
El Premio Naismith al Mejor Jugador Defensivo del Año (en inglés, Naismith Defensive Player of the Year Award) es un premio entregado por el Atlanta Tipoff Club al mejor jugador defensivo del año de baloncesto universitario tanto masculino y femenino de la División I de la NCAA. Comenzó a celebrarse en 2018. Se entrega en honor a James Naismith, el inventor del baloncesto.

## Ganadores

### Categoría masculina
| Año     | Jugador          | Universidad   | Posición | Clase     | Ref.  |
| ------- | ---------------- | ------------- | -------- | --------- | ----- |
| 2017–18 | Jevon Carter     | West Virginia | Base     | Senior    | [ 5 ] |
| 2018–19 | Matisse Thybulle | Washington    | Escolta  | Senior    | [ 6 ] |
| 2019–20 | Marcus Garrett   | Kansas        | Base     | Junior    | [ 7 ] |
| 2020–21 | Davion Mitchell  | Baylor        | Base     | Sophomore | [ 8 ] |
| 2021–22 | Walker Kessler   | Auburn        | Pívot    | Sophomore |       |
| 2022–23 | Jaylen Clark     | UCLA          | Escolta  | Junior    | [ 9 ] |
| 2023–24 | Jamal Shead      | Houston       | Base     | Senior    |       |
| 2024–25 | Ryan Kalkbrenner | Creighton     | Pívot    | Graduado  |       |

### Categoría femenina
| Año     | Jugadora          | Universidad       | Posición | Clase  | Ref.   |
| ------- | ----------------- | ----------------- | -------- | ------ | ------ |
| 2017–18 | Teaira McCowan    | Mississippi State | Pívot    | Junior | [ 10 ] |
| 2018–19 | Kristine Anigwe   | California        | Pívot    | Senior | [ 11 ] |
| 2019–20 | DiDi Richards     | Baylor            | Base     | Junior | [ 7 ]  |
| 2020–21 | Natasha Mack      | Oklahoma State    | Alero    | Senior | [ 8 ]  |
| 2021–22 | Aliyah Boston     | South Carolina    | Alero    | Junior |        |
| 2022–23 | Aliyah Boston (2) | South Carolina    | Alero    | Senior |        |
| 2023–24 | Cameron Brink     | Stanford          | Alero    | Senior | [ 12 ] |
| 2024–25 | Lauren Betts      | UCLA              | Pívot    | Junior | [ 13 ] |